# Cimetière nouveau d'Ivry-sur-Seine
Le cimetière nouveau d'Ivry-sur-Seine est un des cimetières communaux de la commune d'Ivry-sur-Seine, juste au sud-est de Paris, dans le département du Val-de-Marne.

## Description
Ce cimetière, établi sur le plateau de la ville, date de 1875, lorsqu'il succède à l'ancien cimetière.

## Personnalités inhumées
- Paul Boccara (1932-2017), économiste et historien[3], membre du parti communiste français.
- Georges Gosnat (1914-1982), homme politique, membre du parti communiste français, sous-secrétaire d'État à l'armement et député.
- Marie Lambert (1913-1981), femme politique, membre du parti communiste français, députée du Finistère. (Inhumée aux côtés de son second mari Georges Gosnat)
- Pierre Gosnat (1948-2015), homme politique, membre du parti communiste français, maire d'Ivry-sur-Seine et député du Val-de-Marne. (Inhumé auprès de son père Georges Gosnat)
- Georges Jehenne, fusillé comme otage le 11 août 1942 au Mont-Valérien[4].
- Allain Leprest (1954-2011), chanteur et parolier[5].
- Georges Marrane (1888-1976), homme politique membre du Parti communiste français, maire d'Ivry, ministre de la Santé, député.